# Karel Domin
Karel Domin (1882 - 1953) a fost unul din cei mai renumiți specialiști în botanică din Cehoslovacia. În tinerețe a participat la expediții științifice în Java și Australia, făcând studii asupra florei din Queensland. A fost profesor de botanică la Universitatea din Praga, concentrându-și cercetările asupra botanicii sistematice.